# Phaeostigma notatum
Espèce
Phaeostigma notatum (ou Phaeostigma notata), la mouche-serpent ou petite raphidie, est une espèce d'insectes de l'ordre des névroptères, de la famille des Raphidiidae.
C'est une espèce principalement inféodée aux chênes. Les adultes sont visibles d'avril à aout.